# Arcadia (musikgruppe)
 For alternative betydninger, se Arcadia. (Se også artikler, som begynder med Arcadia)
Arcadia, er en engelsk popgruppe, dannet som et sideprojekt af Duran Duran medlemmerne Simon Le Bon, Nick Rhodes og Roger Andrew Taylor i 1985. Bandet udsendte albummet So Red The Rose samt nummeret Say The Word til filmen Playing For Keeps, inden medlemmerne (minus Roger) vendte tilbage til Duran Duran.

## Discografi
- So Red The Rose, 1985.